# Спортски ауто мото савез Републике Српске
Спортски ауто мото савез Републике Српске (САМСРС) је кровна спортска организација која окупља све спортске ауто, мото и картинг клубове, суди и организује трке и такмичења у области ауто-мото спорта на територији Републике Српске. Једна од главних активности САМСРС је промовисање ауто-мото спорта у Републици Српској. Савез сарађује и прима савјете од Министарства породице, омладине и спорта Републике Српске. Сједиште савеза се налази у улици Књаза Милоша у Бањалуци.

## Такмичења у организацији САМСРС

### Категорије
- Ауто-трке на кружним стазама, А01
- Ауто-трке на брдским стазама, А02
- Ауто-рели, А03
- Ауто крос, А04
- Рели теренских возила, А06 (Off road rally)
- 4 х 4 крос, А05
- Картинг, К01
- Мото-трке, М01
- Мото-крос, М02
- Спидвеј, М03
- Оцјенски ауто-рели А07
- Олд тајмери. А07/1
- Ауто слалом А09

### Такмичења
- Картинг трка „Награда Бање Луке 2010“
- Брдска ауто-трка „Власеница 2010“
- Оцјенски ауто-рели „Сутјеска 2010“
- Оцјенски ауто-рели „Коридор 92“ Добој 2010
- Картинг трка „Награда Добоја 2010“
- Ауто-трка „Бања Лука 2010“
- Оцјенски ауто-рели „Слатина 2010“
- Брдска ауто-трка „Лопаре 2010“

## Оранизација савеза
- Скупштина САМСРС
- Управни одбор САМСРС

## Историјат
Спортски ауто мото савез Републике српске је званично основан 28. јануара 2008. године.

## Ауто-мото клубови Републике Српске
- АМК Бањалука, Бањалука
- АМКК Феромонт спорт, Бијељина
- АМКК Борац, Бањалука
- АМКК Борац, Бањалука
- АМКК Леотар, Требиње
- МК Шкорпион, Лакташи
- АМКК Модрича 2007, Модрича
- АК Оптима, Модрича
- АМКК Грамер, Угљевик